# Izabella Alvarez
Izabella Alvarez (Irvine, 1 de março de 2004) é uma atriz e dubladora americana conhecida por seus papéis em programas de televisão como Shameless, Westworld e Walk the Prank. Ela fará o papel de Vera no próximo filme da Disney +, Magic Camp. Seu papel mais recente é a voz de Ronalda "Ronnie Anne" Santiago na série animada da Nickelodeon, The Loud House, e em seu spin-off, The Casagrandes.

## Carreira
Alvarez começou a atuar aos seis anos. Seu primeiro papel foi em um comercial de TV de varejo com sua família. Desde então, ela desempenhou papéis no cinema e na televisão.
Seu primeiro papel recorrente foi o de Sarah na quarta temporada de Shameless. Alvarez foi escalada como regular no filme de televisão feito em 2017 Raised by Wolves, onde interpretou Dolly Gabel, filha de Sheila Gabel (Georgia King). Ela também foi escalada como Vera no filme Magic Camp, de 2020.
Outros papéis recorrentes incluem Splitting Up Together, Westworld e Walk the Prank.
Desde 2019, Alvarez faz a voz de Ronalda "Ronnie Anne" Santiago em The Loud House e sua série spin-off The Casagrandes, onde o papel foi anteriormente dublado por Breanna Yde.

## Filmografia

### Filmes
| Ano  | Título                   | Papel                      | Notas                      |
| ---- | ------------------------ | -------------------------- | -------------------------- |
| 2016 | Little Dead Rotting Hood | Kendra                     | Filme de terror            |
| 2017 | Raised by Wolves         | Dolly Gable                | Filme feito para televisão |
| 2018 | Collisions               | Itan                       | Documentário               |
| 2020 | Magic Camp               | Vera                       |                            |
| 2021 | The Loud House Movie     | Ronnie Anne Santiago (voz) | Filme animado              |

### Televisão
| Ano           | Título                | Papel                      | Notas                                               |
| ------------- | --------------------- | -------------------------- | --------------------------------------------------- |
| 2014          | Anger Management      | Myla                       | Episódio: "Charlie & the Return of the Danger Girl" |
| 2014          | Shameless             | Sarah                      | Recorrente                                          |
| 2016          | The Odd Couple        | Birdie                     | Episódio: "I Kid, You Not"                          |
| 2016          | Teachers              | Debbie                     | Piloto                                              |
| 2016–18       | Westworld             | Filha de Lawrence          | Recorrente                                          |
| 2017          | Henry Danger          | Sharon                     | Episódio: "Balloons of Doom"                        |
| 2017–18       | Walk the Prank        | Anna                       |                                                     |
| 2018          | S.W.A.T.              | Amy                        | Episódio: "The Tiffany Experience"                  |
| 2018          | Splitting Up Together | Hazel                      | Recorrente                                          |
| 2018–presente | Craig of the Creek    | Wildernessa (voz)          | Recorrente                                          |
| 2019          | Sorry for Your Loss   | Skylar                     | Episódio: "Mr. Greer"                               |
| 2019–presente | The Loud House        | Ronnie Anne Santiago (voz) | Recorrente                                          |
| 2019–2022     | The Casagrandes       | Ronnie Anne Santiago (voz) | Papel principal                                     |
| 2021          | The Republic of Sarah | Maya                       | Papel principal                                     |

## Prêmios e indicações
| Ano  | Prêmio              | Categoria                             | Indicação       | Resultado | Ref.   |
| ---- | ------------------- | ------------------------------------- | --------------- | --------- | ------ |
| 2019 | Woods Film Festival | Prêmio Escolha do Diretor do Festival | Collisions      | Venceu    |        |
| 2020 | Imagen Awards       | Melhor Ator Infantil - Televisão      | Collisions      | Venceu    |        |
| 2020 | Imagen Awards       | Melhor Ator Infantil - Televisão      | The Casagrandes | Venceu    | [ 10 ] |